# 주한 파라과이 대사관
주한 파라과이 대사관(스페인어: Embajada de la República del Paraguay en la República de Corea)은 대한민국 서울특별시 중구 태평로2가 150 부영태평빌딩 22층에 위치하고 있는 파라과이 대사관이다. 현직 주한 파라과이 대사는 라울 실베로 실바그니이다.

## 역사
파라과이는 1962년 6월 12일에 대한민국과 외교 관계를 수립했다. 대한민국은 1976년 3월 21일에 파라과이 아순시온에 주파라과이 대한민국 대사관을 설립했다. 파라과이는 대한민국과 수교한 이후에 한동안 주일본 파라과이 대사관에서 대한민국과 관련된 외교 임무를 겸임해 오다가 1984년 11월에 대한민국 서울에 주한 파라과이 대사관을 설립했다.

## 주요 업무
주요 업무는 대한민국 정부와의 외교 교섭과 국제 협력, 경제, 통상 교섭, 양국 문화, 학술, 체육 교류 및 협력, 외교 정책 홍보, 대한민국에 거주하는 파라과이 국민들의 보호와 지도, 문서의 공증, 국적, 호적, 여권 및 사증 업무 등이다. 주한 파라과이 대사관에서는 몽골, 싱가포르, 필리핀, 캄보디아와 관련된 외교 임무를 겸임하고 있다. 또한 중화민국(대만)과의 수교로 인하여 현재까지 파라과이와의 외교 관계가 없는 중화인민공화국(중국 대륙에 한정됨)에 거주하는 파라과이 국민들에 대한 영사 업무도 관할한다. 단 중화인민공화국의 특별행정구인 홍콩, 마카오에 거주하는 파라과이 국민들에 대한 영사 업무는 주일본 파라과이 대사관에서 관할한다.

## 같이 보기
- 대한민국-파라과이 관계
- 주파라과이 대한민국 대사관
- 파라과이의 재외공관 목록
- 대한민국 주재 외국공관 목록